# Livro de Salmos

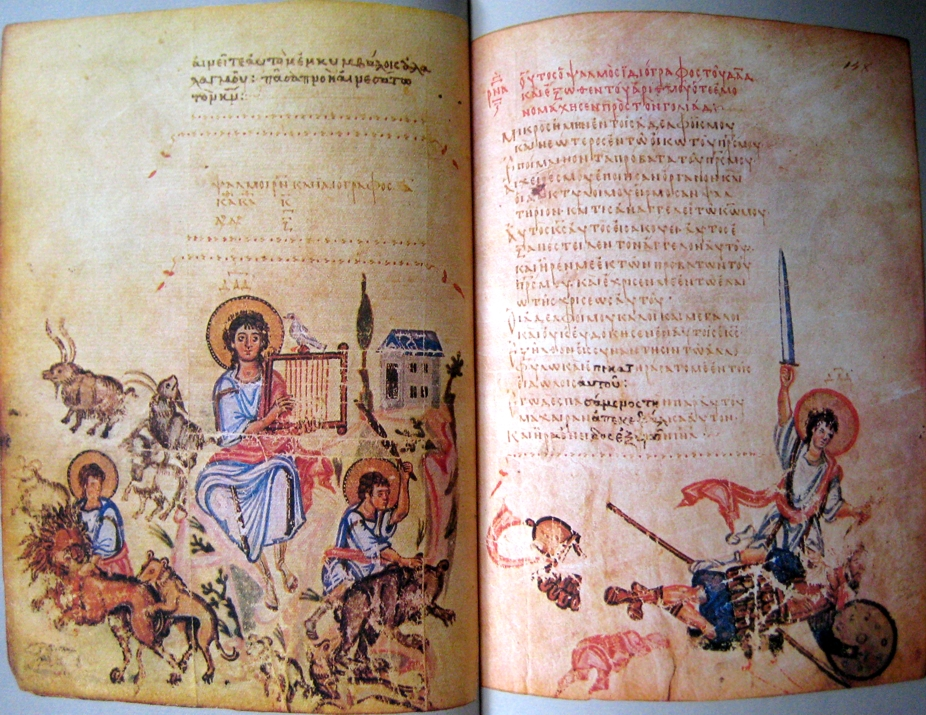
IX

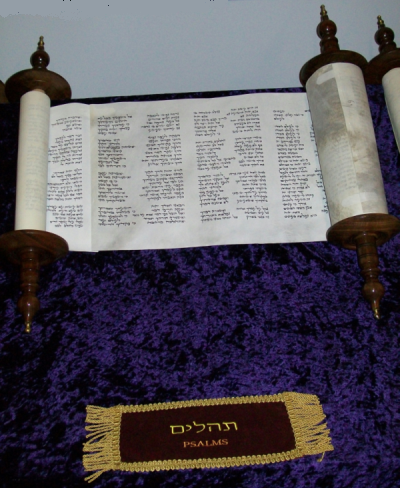

Salmos (do grego Ψαλμός, em transliteração latina música, pois o nome no original hebraico é מזמור em transliteração latina mizmor ou música) ou Tehilim (do hebraico תהילים em transliteração latina louvores) é um livro do Tanakh (faz parte dos escritos ou Ketuvim) e da Bíblia Cristã, sucede o Livro de Jó, pois este encerra a sequência de "livros históricos", e antecede o Livro dos Provérbios, iniciando os "livros proféticos" e os "livros poéticos", em ordem cronológica, sendo o primeiro livro a falar claramente do Messias (ou Cristo) e seu reinado, e do Juízo Final. É o maior livro de toda Bíblia e constitui-se de 150 (ou 151 segundo a Igreja Ortodoxa) cânticos e poemas proféticos, que são o coração do Antigo Testamento.  É espécie de síntese que reúne todos os temas e estilos dessa parte da Bíblia,, utilizado pelo antigo Israel como hinário no Templo de Jerusalém, e, hoje, como orações ou louvores, tanto no Judaísmo, no Cristianismo e também no Islamismo (o Corão no cap. 17, verso 82, refere os salmos como "um bálsamo"). Tal fato, comum aos três monoteísmos semitas, não tem paralelo, dado que judeus, cristãos e muçulmanos acreditam nos Salmos que foram escritos em hebraico, depois traduzidos para o grego e latim.

## Origens
A autoria da maioria dos salmos é atribuída ao rei Davi, que teria escrito pelo menos 74 poemas. Asafe é considerado o autor de 12 salmos. Os filhos de Corá escreveram em torno de nove salmos e o rei Salomão ao menos dois. Hemã, com os filhos de Corá, bem como Etã e Moisés, escreveram no mínimo um cada. Todavia, 51 salmos seriam tidos de autoria desconhecida.
O período em que os salmos foram compostos varia muito, representando um lapso temporal de aproximadamente um milênio, desde a data aproximada de 1440 a.C., quando houve o êxodo dos Israelitas do Egito até o cativeiro babilônico, sendo que muitas vezes esses poemas permitem traçar um paralelo com os acontecimentos históricos, principalmente com a vida de Davi, quando, por exemplo, havia fugido da perseguição promovida pelo rei Saul (Salmos 18, 52, 54) e de seu próprio filho Absalão (Salmo 3) ou quanto ao arrependimento pelo seu pecado com Bate-Seba (Salmo 51).
Poemas de louvor, os salmos foram inicialmente transmitidos através da tradição oral e a fixação por escrito teve lugar, sobretudo através do movimento de recolha das tradições israelitas, iniciado no exílio babilônico pelo profeta Ezequiel (séculos VII-VI a.C.).  Como tal, muitos destes textos são muito anteriores, sendo bastante difícil a sua crítica do ponto de vista literário estritos. Ainda assim, tendo em conta a comparação com a literatura poética coeva do Egito, da Assíria e da Babilônia, pode-se afirmar que estes poemas de Israel são um dos expoentes da poesia universal.
Os salmos, em termos de conteúdo, possuem estrutura coerente, o que também pode ser observado em passagens do Antigo Testamento e em obras literárias do Oriente Médio da Antiguidade.
Tal como em outras tradições culturais, também a poesia hebraica andava estreitamente associada à música. Assim, embora não seja de se excluir para os salmos a possível recitação em forma de leitura, "todavia, dado o seu gênero literário, com razão são designados em hebraico pelo termo Tehillim, isto é, «cânticos de louvor», e, em grego psalmói, ou seja, «cânticos acompanhados ao som do saltério», ou ainda: oração cantada e acompanhada com instrumentos musicais.
De fato, todos os salmos possuem um certo caráter musical, que determina o modo como devem ser executados. E assim, mesmo quando o salmo é recitado sem canto, ou até individualmente ou em silêncio, a sua recitação terá de conservar este caráter musical
Os salmos acabaram por constituir um hinário litúrgico para uso no templo de Jerusalém,  do qual transitaram quer para a sinagoga judaica, quer para as liturgias cristãs.
Na Igreja Católica, os 150 salmos formam o núcleo da oração cotidiana: a chamada Liturgia das Horas, também conhecida por Ofício Divino e cuja organização remonta a Bento de Núrsia. A oração conhecida por rosário, com as suas 150 Ave Marias, formou-se por analogia com os 150 salmos do ofício ritual católico. Outra forma muito popular é organizar listas de Salmos por finalidade, isto é, salmos para serem rezados em determinadas ocasiões como festas, doenças, colheitas ou funerais. Historicamente, a primeira destas listas foi organizada a partir da prática de Arsênio da Capadócia, que rezava um salmo como uma oração com certas finalidades.
Os salmos são também poesia, que é a forma mais apropriada para expressar os sentimentos diante da realidade da vida permeada pelo mistério de Deus, o aliado que se compromete com o homem para com ele construir a história. É Deus participando da luta pela vida e liberdade. Dessa forma, os salmos convidam para que também nós nos voltemos com atenção para a vida e a história. Nelas descobrimos o Deus sempre presente e disposto a se aliar, para caminhar na luta pela construção do mundo novo.
Perspectiva teológica
Os salmos supõem o contexto maior de uma fé que nasce da história e constrói história. Seu ponto de partida é o Deus libertador que ouve o clamor do povo e se torna presente, dando eficácia à sua luta pela liberdade e vida (Ex 3,7-8). Por isso, os salmos são as orações que manifestam a fé que os pobres e oprimidos têm no Deus aliado. Como esse Deus não aprova a situação dos desfavorecidos, o povo tem a ousadia de reivindicar seus direitos, denunciar a injustiça, resistir aos poderosos e até mesmo questionar o próprio Deus. São orações que nos conscientizam e engajam na luta dentro dos conflitos, sem dar espaço para o pieguismo, o individualismo ou a alienação.
O livro dos Salmos é um dos mais citados pelos escritores do Novo Testamento. O próprio Jesus orava os salmos, e sua vida e ação trouxeram significado pleno para o sentido que essas orações já possuíam. Depois dele, os salmos se tornaram a oração do novo povo de Deus, comprometido com Jesus Cristo para a transformação do mundo, em vista da construção do Reino.
Vários salmos são considerados pelos teólogos como proféticos ou messiânicos, pois referem-se à vinda do Cristo e, por isso, existem muitas citações de versos dos salmistas no Novo Testamento com o propósito de provar o cumprimento das profecias na pessoa de Jesus. No catolicismo os salmos são também fonte teológica para algumas devoções, como é o caso da devoção de Maria como Rainha dos Ceús, que considera o Salmo 45 (44) como profético (cc. Lucas 1, 48).
O Salmo 150 costuma ser considerado, embora não necessariamente, também uma "doxologia", ou arremate de louvor do Livro dos Salmos.
Perspectiva ateológica
Sob outro ponto de vista, de cunho ateológico, pode-se considerar os salmos, no que tange ao seu pretendido aspecto profético, como inseridos num conjunto bíblico de asserções proféticas, que expressam mais o desejo de salvação do humano diante da precariedade, incerteza e incompreensibilidade da vida e do mundo do que propriamente predições exatas satisfatoriamente justificadas [carece de fontes?]. 
De um ponto de vista ateológico crítico, defende-se que a verificação de uma suposta cadeia de cumprimentos proféticos na Bíblia se deve não a uma verificação objetiva de uma verdade histórica justificada com métodos rigorosos, mas sim ao desejo de busca de um sentido último da vida e do mundo, pelo qual projeta-se na sucessão textual de supostas profecias uma ânsia de sentido pela história de salvação do humano [carece de fontes?].
Em suma, do ponto de vista ateológico, fé nas profecias (e na doutrina religiosa em geral) é não apenas convicção subjetiva desprovida de provas objetivas, mas também uma modalidade de auto-engano psico-social, pelo qual se controla e arrefece as tensões desequilibrantes decorrentes da angústia diante da incompreensibilidade irremediável e das incertezas e dores da vida e do mundo [carece de fontes?].

## Traduções e variações

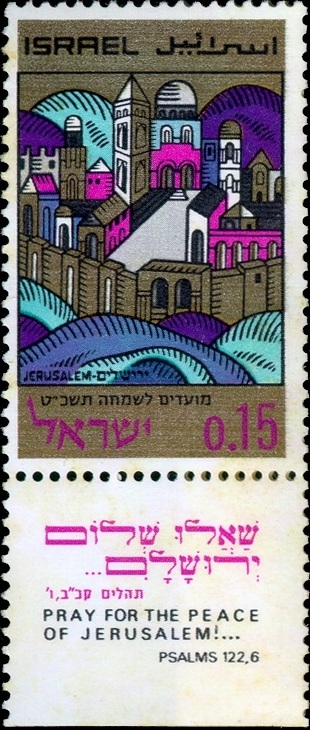
Selo israelense de 1968 citando o versículo 6 do Salmo 122 ("Orai pela paz de Jerusalém") escrito em hebraico e inglês

O livro dos Salmos chegou até nós em sua versão grega (Septuaginta) e hebraica. A versão grega deste livro, como de toda a Bíblia, foi utilizada pelos cristãos convertidos e por São Jerônimo na confecção de sua edição "Vulgata", tradução latina dos livros inspirados. Na Reforma Protestante é que se buscaram os manuscritos originais hebraicos para fazer novas traduções e foi constatada a diferença que havia entre as duas traduções: as versões, apesar de terem o texto completo, diferem na numeração de capítulos e versículos.
Versículos
A versão grega costuma apresentar, na maioria dos salmos, um versículo de introdução, em que são atribuídas autorias e apontados instrumentos que deveriam ser utilizados ao se cantar os textos. Este versículo faz com que a versão hebraica tenha, nesses casos, um versículo a menos, uma vez que essas informações não são consideradas inspiradas por essa versão.
Capítulos
Em suma, pode-se dizer que entre os Salmos 10 e 148, a numeração da Bíblia Hebraica está uma unidade à frente da numeração seguida na Septuaginta e na Vulgata, que juntam: os Salmos 9 e 10 no Salmo 9 (da Septuaginta/Vulgata), e, os Salmos 114 e 115 no Salmo 113 (da Septuaginta/Vulgata); e dividem: o Salmo 116 nos Salmos 114 e 115 (da Septuaginta/Vulgata), e, o o Salmo 147 nos Salmos 146 e 148 (da Septuaginta/Vulgata).
A tabela abaixo exibe uma comparação:
.
| Texto hebraico | Texto grego |
| 1 a 8          | 1 a 8       |
| 9 e 10         | 9           |
| 11 a 113       | 10 a 112    |
| 114 e 115      | 113         |
| 116            | 114 e 115   |
| 117 a 146      | 116 a 145   |
| 147            | 146 e 147   |
| 148 a 150      | 148 a 150   |

Aplicação
No Judaísmo e no Protestantismo, a numeração usada para os Salmos sempre foi a de tradição original hebraica.
O Catolicismo, considerando oficial a tradução da "Vulgata", por muito tempo usou a numeração grega em suas Bíblias. Porém, estudiosos consideram essa numeração errada, uma vez que certos salmos, que parecem ser um só, estão separados, enquanto outros, de assuntos bem diferentes, estão juntos. Vendo que a Vulgata era falha ao se basear somente num texto (Septuaginta), e no ínterim de novas descobertas das Escrituras (Manuscritos do Mar Morto), a Igreja permitiu a tradução das Escrituras diretamente dos originais (Constituição Dogmática Dei Verbum) e promoveu uma nova tradução e revisão da Bíblia ("Neovulgata"), que, desta vez, trouxe a numeração dos salmos a partir da versão hebraica, mas não resolveu a questão dos versículos introdutórios. A despeito desta nova tradução católica, é possível encontrar Bíblias católicas que ainda se baseiam na Vulgata, por seu tradicionalismo, como é o caso da Bíblia Sagrada (editora Ave Maria).

## Salmos proféticos
- O Salmo 91[12] e muitos outros são considerados proféticos ou messiânicos pela Teologia cristã, pois apontam para a vinda do Messias, sendo com frequência citados no Novo Testamento da Bíblia com o objetivo de identificar Jesus Cristo como o cumpridor da promessa.
- No Salmo 2[13], que fala do reinado do Ungido de Deus, verificam-se algumas citações no  livro de Atos e na Epístola aos Hebreus.
- Já o Salmo 8[14] que fala da glória divina e da dignidade do Filho do Homem é citado no Evangelho de Mateus, bem como em algumas epístolas de Paulo.
- Por sua vez, o Salmo 16[15] é uma referência à ressurreição de Cristo em seu verso 10, quando Davi assim profetiza:

"Pois não deixarás a minha alma na morte, nem permitirás que o teu Santo veja corrupção."
- Por sua vez, o Salmo 22[17] fala do sofrimento e da vitória do Messias que se entende cumprido na crucificação de Jesus, principalmente devido aos versos 7 e 18 que, respectivamente, coincidem com a zombaria experimentada durante o martírio e a repartição das vestes pelos soldados.

Todos esses salmos foram proferidos pelo rei Davi, que teria governado Israel um milênio antes do ministério de Jesus.
Deve-se alertar que os referidos Salmos seguem à numeração contida da Bíblia Protestante, que difere-se da numeração presente na Bíblia Católica, diferença que não contém essencialmente prejuízo ao conteúdo, pois a Bíblia Sagrada é omne initium.

## Salmos e o Rei David
Vários salmos relacionam-se com os acontecimentos que marcaram a vida do rei David:
- O Salmo 59 tem a ver com a ocasião em que o Rei Saul teria enviado homens à casa de David para prendê-lo. Já os Salmos 34 e 56 referem-se à sua fuga da presença de Saul. Por sua vez, o Salmo 142 foi composto quando David encontrava-se escondido na caverna de Adulão, na região do mar Morto.
- Ao terminar a perseguição de Saul, David compõe o Salmo 18, ressaltando a fidelidade de Deus.
- Quando é confrontado pelo profeta Natã sobre o seu adultério com Bate-Seba e a morte de Urias, David compõe o Salmo 51, demonstrando o seu verdadeiro arrependimento.
- Novamente ao ser perseguido, agora por seu filho Absalão, David ainda escreve os Salmos 3 e 7, o que revela sua confiança no livramento de Deus.
- Além destes citados acima, outros Salmos que se relacionam com passagens da vida de David seriam o 52 (depois que Doengue assassinou os 85 sacerdotes e suas famílias), o 54 (quando os zifeus tentaram traí-lo), o 57 (enquanto se escondia em uma caverna) e o 63 (enquanto escondia-se no deserto de En-Gedi).

## Salmos e música cultual
A história do canto do salmo na liturgia do culto cristão corre paralela à história da liturgia, da música e das igrejas (mais corretamente confissões, denominações ou ministérios) cristãs. Após o desenvolvimento do salmo responsorial no século IV, a função do salmista acaba por se transformar num ministério próprio, mais tarde incluído até no clero local. No entanto, esse ministério acaba por cair em desuso com a especialização crescente dos cantores e com a instituição das scholae, ao mesmo tempo em que a participação do povo se reduz.
No culto católico (missa), o salmo vê-se limitado a um único versículo, nas versões extraordinariamente elaboradas do "canto gradual gregoriano", assim chamado por ser cantado dos degraus do altar. No Ofício Divino, o canto dos salmos recebe também o desvelo de gerações de compositores, que expressamente compõem algumas das obras-primas da música ocidental, em particular para o solene canto de Vésperas, como, por exemplo, Vespro della Beata Vergine Maria, de 1610, de Claudio Monteverdi, ou as Vesperae Solennes de Confessore, KV 339, de Wolfgang Amadeus Mozart), mas onde muitas vezes, na prática, a oração cede lugar ao concerto.
Na Igreja Católica, o motu proprio Tra le Solecitudini (Inter pastoralis officii sollicitudines) de 1903, do Pio X, exclui da liturgia os salmos "de concerto". Com o Concílio Vaticano II, restaura-se o salmo responsorial na missa, pela Instrução Geral do Missal Romano de 1969.